# Urotryphon pusillus
Urotryphon pusillus là một loài tò vò trong họ Ichneumonidae.